# 萨塞科尔沃
萨塞科尔沃，是西班牙卡斯蒂利亚-拉曼恰瓜达拉哈拉省的一个市镇。总面积72平方公里，总人口161人（2001年），人口密度2人/平方公里。